# Sharon Rendleová
Sharon Susan Rendle, (* 18. června 1966 Hull, Spojené království) je bývalá reprezentantka Spojeného království v judu. Je majitelkou bronzové olympijské medaile.

## Sportovní kariéra
Judu se sportovně věnovala od 15 let v Grimsby pod vedením Terry Alltofta. Jak sama uváděla za své výsledky vděčila především rivalitě s krajankou Doyle, kterou musela před nominací na velký turnaj porazit.
V roce 1988 vyhrála ukázkovou disciplínu ženského juda na olympijských hrách v Soulu. V roce 1992 musela opět svést tvrdou nominační bitvu s největší rivalkou o start na olympijských hrách v Barceloně. Uspěla, ale v samotném olympijském turnaji nedokázala ve čtvrtfinále najít recept na pasivní judo domácí Almudeny Muñoz a po hantei spadla do oprav. V opravách se jí dařilo a nakonec vybojovala bronzovou olympijskou medaili.
V roce 1996 si zajistila účast na olympijských hrách v Atlantě titulem mistryně Evropy, ale na olympijském turnaji vyhořela. V roce 1997 se ještě pokusila napravit reputaci, ale pouze potvrdila klesající výkonnost. V roce 1998 ukončila vrcholovou kariéru.

## Výsledky
| Turnaj             | 1986           | 1987           | 1988           | 1989           | 1990           | 1991           | 1992           | 1993           | 1994           | 1995           | 1996           | 1997           |
| Turnaj             | 20             | 21             | 22             | 23             | 24             | 25             | 26             | 27             | 28             | 29             | 30             | 31             |
| Turnaj             | pololehká váha | pololehká váha | pololehká váha | pololehká váha | pololehká váha | pololehká váha | pololehká váha | pololehká váha | pololehká váha | pololehká váha | pololehká váha | pololehká váha |
| ------------------ | -------------- | -------------- | -------------- | -------------- | -------------- | -------------- | -------------- | -------------- | -------------- | -------------- | -------------- | -------------- |
| Olympijské hry     |                |                |                |                |                |                | 3.             |                |                |                | úč.            |                |
| Mistrovství světa  | 3.             | 1.             |                | 1.             |                | 2.             |                | 5.             |                | 3.             |                | úč.            |
| Mistrovství Evropy | —              | 3.             | ?              | 3.             | 1.             | —              | —              | —              | —              | 3.             | 1.             | úč.            |